# Christozentrik
Unter Christozentrik versteht man in der christlichen Theologie die Auffassung, dass Jesus Christus die zentrale Stellung in der Schöpfungs- und Heilsgeschichte einnimmt, die alles andere bedingt und ordnet.

## Reformatorische Theologie
In der reformatorischen Theologie spielt die Christozentrik besonders im Zusammenhang mit der Rechtfertigungslehre eine herausragende Rolle, was im Prinzip Solus Christus zum Ausdruck gebracht wird. Auch das Schriftverständnis ist christozentrisch geprägt. So argumentiert Luther, Christus sei die Mitte der Schrift, von der allein aus das volle Verständnis der Bibel möglich sei.

## Orthodoxe und katholische Theologie
Auch nach orthodoxem und katholischem Verständnis ist Jesus Christus Mitte und Fülle des Heils, von dem her und auf den hin allein menschliche Heilswirksamkeit möglich ist. Die abgestufte Mitwirkung der Heiligen und aller Gläubigen wird in dieser Sicht durch den Christusbezug nicht verneint oder abgewertet, sondern gereinigt und verstärkt. Das Verständnis der hl. Schrift erschließt sich im lebendigen Mitvollzug des Glaubens der Kirche, der sich aus dem Opfer Christi in der Eucharistie erneuert.

## Kirchenbau
Unter Christozentrischem Kirchenbau versteht man eine besondere Epoche des modernen katholischen Kirchenbaus der 1920er Jahre. Sie wurde geprägt durch die Schrift Christozentrische Kirchenkunst des katholischen Priesters Johannes van Acken. Sie zielt auf den einen Altar als Christussymbol in der (gefühlten) Mitte der Gemeinde, die auch am Außenbau ablesbar sein sollte.